# Teodor Romja
Teodor Romja (în ucraineană Теодор Ромжа, transliterat: Teodor Romja, în maghiară Tódor (Tivadar) György Romzsa; n. 14 aprilie 1911, Bocicoiu Mare, Maramureș, România – d. 1 noiembrie 1947, Mukaceve, RSS Ucraineană, URSS) a fost un episcop rutean, administrator apostolic al Eparhiei de Muncaci. În data de 27 octombrie 1947 a supraviețuit unui atentat în care și-a pierdut viața conducătorul trăsurii în care se afla. Ajuns la spital, a fost injectat cu o substanță letală într-un al doilea atentat, coordonat de ofițerul NKVD Pavel Sudoplatov. 
Episcopul Romja a fost beatificat (declarat fericit) în anul 1991.

## Viața
Romja s-a născut la Bocicoiu Mare (Nagybocskó), localitate aflată pe atunci în comitatul Maramureș. În anul 1915 familia s-a mutat dincolo de râul Tisa, în partea de localitate care alcătuiește în prezent orașul Bocicoiu Mare, Ucraina. În anul 1930 a absolvit liceul din Hust, după care a fost trimis la studii la Roma.
În ziua de 24 decembrie 1936 a fost hirotonit preot în Biserica Sfântul Antonie cel Mare din Roma⁠(en)[traduceți], adiacentă colegiului Russicum⁠(en)[traduceți]. Episcopul care l-a hirotonit a fost Aleksandr Evreinov⁠(en)[traduceți], același episcop care l-a hirotonit preot în 1939, tot la Roma, pe Alexandru Todea.
În anul 1937 s-a întors în Transcarpatia, pe atunci parte a Cehoslovaciei. A activat în mai multe parohii din regiune, după care a devenit duhovnic la Seminarul Teologic din Ujhorod.
În data de 24 decembrie 1944 a fost hirotonit episcop în Catedrala din Ujhorod. Episcop consacrator a fost Miklós Dudás⁠(en)[traduceți], asistat de episcopul János Scheffler al Diecezei de Satu Mare.